# Rolf Aamot

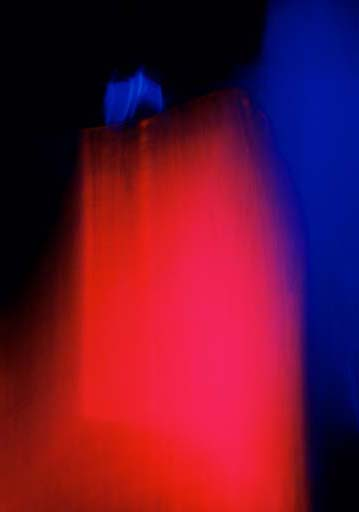
The Fall av Rolf Aamot

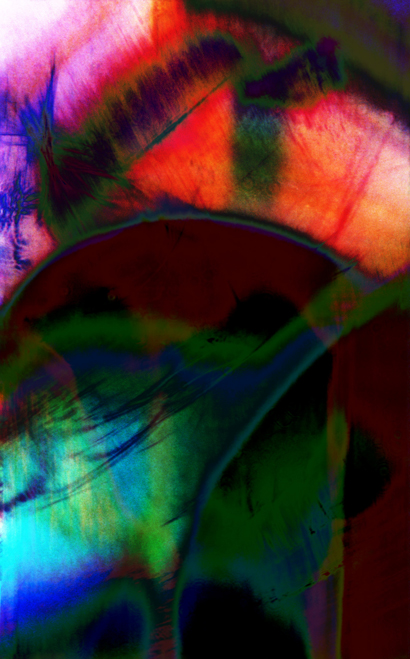
Blood and Earth, elektronisk måleri, 150cm x 100cm, av Rolf Aamot, 2008.

Rolf Aamot, född 28 september 1934 i Bergen, död 26 februari 2024, var en norsk konstnär, regissör och fotograf, och bildtone-komponist. Han studerade konst vid Kunsthøgskolen i Oslo (Statens håndverks- og kunstindustriskole och Statens Kunstakademi), och film vid Dramatiska institutet i Stockholm.
Sedan 1966 visades hans arbete i Skandinavien, Frankrike, Tyskland, Belgien, Italien, Sovjetunionen, Ryssland, USA, och Japan. Han är representerad i flera viktiga samlingar bland annat på Kalmar konstmuseum.

## Utvalda verk
- Digitala fotomåleri
- Computer grafikk
- Elektronisk måleri på kanvas

## Bildtone kompositioner

### TV
- ”Evolusjon” (1966)
- ”Relieff nr.2” (1967-68)
- ”BSK” (1968)
- ”Visuelt” (1971)
- ”Progress” (1977)
- ”Strukturer” (1979)
- ”Medusa” (1986)
- ”Puls” (1986)
- Nærklang (1987)
- ”Utdrivelsen” (1987)

### Bio
- ”Relieff” (1966-67)
- Kinetisk Energi” (1967-68)
- ”Vision” (1969)
- ”Strukturer” (1970)
- ”Actio” (1980)
- ”Nordlys” (1991)
- ”Tide” (2000)
- ”Energi” (2003)
- ”U” (2005)
- ”Ir” (2006)
- "Wirr" (2008)
- "Contra" (2009)
- "X" (2010)